# Branko Cvetković
Branko Cvetković (en serbe : Бранко Цветковић), né le 5 mars 1984, à Gračanica, en République socialiste de Bosnie-Herzégovine, est un joueur serbe de basket-ball. Il évolue au poste d'ailier.

## Palmarès
- Ligue adriatique 2006
- Coupe de Serbie 2007